# Mehltheuer
Mehltheuer est une ancienne commune autonome de Saxe (Allemagne), située dans l'arrondissement du Vogtland, dans le district de Chemnitz. Elle a fusionné le 1er janvier 2011 avec Leubnitz et Syrau pour former la nouvelle commune de Rosenbach/Vogtl.